# Lion (zespół rockowy)
Lion – brytyjsko-amerykański zespół rockowy, najlepiej znany za ich ścieżkę dźwiękową do The Transformers: The Movie, filmu animowanego z 1986 roku.

## Skład zespołu
- 1983–1984
  - Kal Swan – wokal
  - Tony Smith – gitara
  - Alex Cambell – bass
  - Mark Edwards – perkusja
- 1984–1989
  - Kal Swan – wokal
  - Doug Aldrich – gitara
  - Jerry Best – bass
  - Mark Edwards – perkusja
  - Guy Stiner (tymczasowo) – instrumenty klawiszowe
  - Scott Douglas MacLachlan (tymczasowo) – dodatkowy wokal

## Dyskografia
- 1986: Power Love
- 1987: Dangerous Attraction
- 1989: Trouble In Angel City